# スターリングシルバー (バラ)

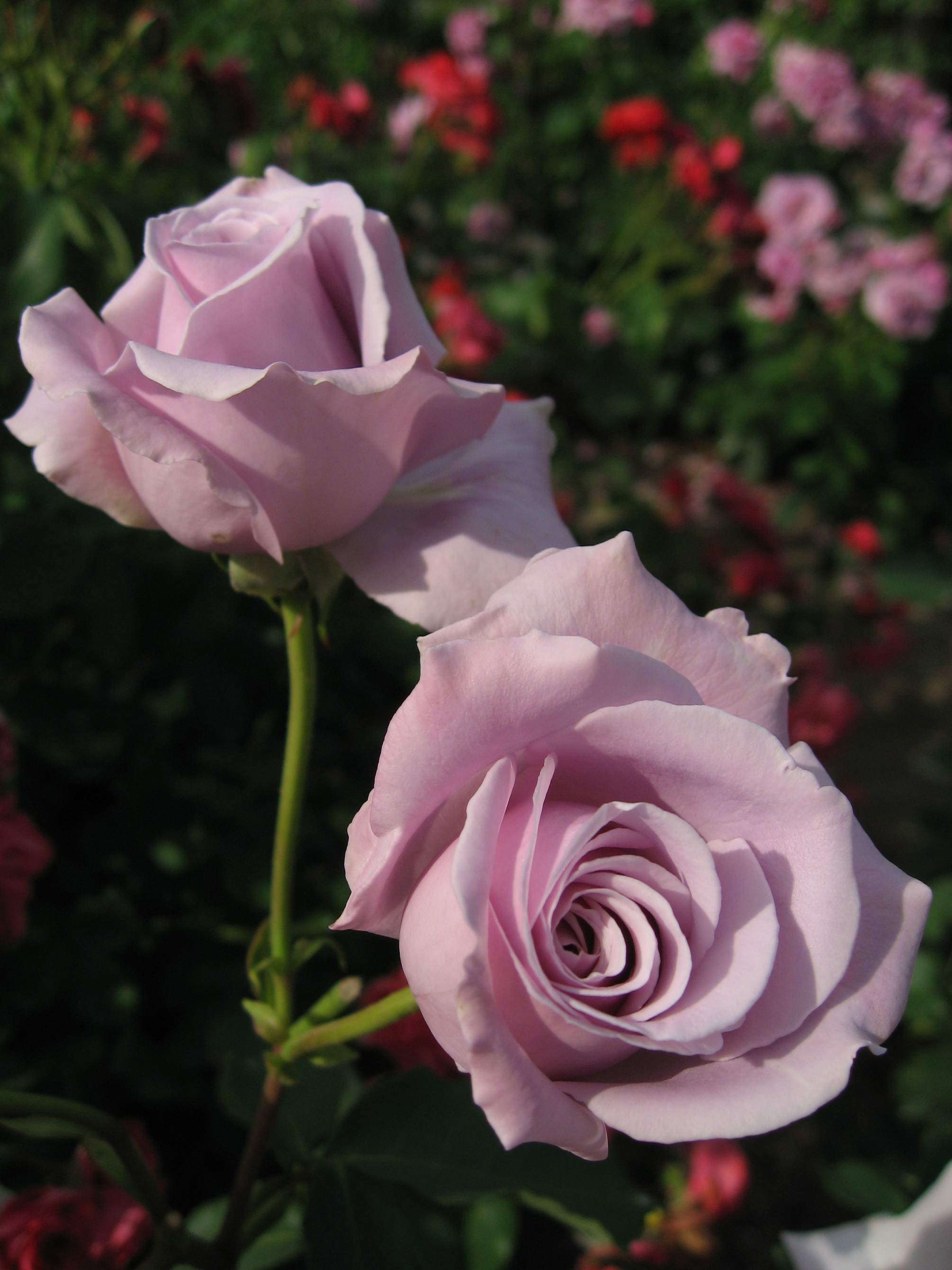
『スターリングシルバー』（花フェスタ記念公園にて）

スターリングシルバー (Sterling Silver) は、バラの園芸品種の一つ。青系バラの交配親として重要な品種である。

## 概要
ハイブリッドティー系の四季咲きのバラ。木立性で樹高は1-1.2m、株張り40cmのコンパクトな樹形である。1957年、アメリカのグラディス・フィッシャーによって作出された。交配親は実生×ピース。灰色がかった藤色の花を咲かせる。咲き始めは丸弁高芯咲き、または半剣弁高芯咲きだが、咲き進むと平咲きになり、花の色は淡くなる。花径は8-10cm、弁数は30弁あり、強香。花の香りはレモン系である。青バラを作る上で重要な親となった。

## スターリングシルバーから作出された品種
- エンジェルフェイス - （サーカス×ラベンダーピノキオ）×スターリングシルバー
- たそがれ - グレッチャー×（グレッチャー×スターリングシルバー）
- つるスターリングシルバー - スターリングシルバーの枝変わり
- 藤娘 - ［（〈実生×ブルームーン〉×たそがれ）×シャルル・ド・ゴール］×スターリングシルバー
- ブルームーン - （スターリングシルバー×実生）×実生[3]
- マダム・ヴィオレ - （レディX×スターリングシルバー）×スターリングシルバー[4]